# Cendagah
Cendagah is een bestuurslaag in het regentschap Bangkalan van de provincie Oost-Java, Indonesië. Cendagah telt 146 inwoners (volkstelling 2010).